# Patrizia Sberti
Patrizia Sberti (Pisa, 6 luglio 1969) è un'ex calciatrice italiana, di ruolo attaccante.

## Carriera

### Club
Inizia a giocare nel 1984, quindicenne, nell'appena fondato Pisanova (poi divenuto due anni dopo Pisa), per poi dopo breve tempo trasferirsi all'Ulivetese, con cui milita fino al 1986 nei campionati regionali toscani.
Nel 1986 si trasferisce al Prato, con cui all'età di 17 anni esordisce nel campionato di Serie A, nel quale poi militerà ininterrottamente fino a fine carriera. In particolare, ha vestito le maglie di Carrara, Firenze – con cui nella stagione 1990-1991 chiude il campionato al secondo posto in classifica marcatori, dietro a Carolina Morace, con 21 reti – e Agliana, società con la quale ha anche vinto un campionato, nella stagione 1994-1995 – nella quale segna 30 gol, arrivando nuovamente seconda in classifica marcatori a un solo gol dalla capocannoniere nonché sua compagna di squadra, ancora Morace –, e una Coppa Italia, nella stagione 1996-1997.
Nell'estate del 1997 fa ritorno al Pisa, con cui continua a giocare in Serie A per alcuni anni, in uno dei quali (il secondo) realizza 38 reti. Gioca poi in massima serie anche con le maglie di Torres Terra Sarda (11 gol in campionato nella stagione 2001-2002, nella quale gioca anche in UEFA Women's Cup e perde la Supercoppa italiana, nella quale gioca da titolare) e, per una stagione, Enterprise Lazio femminile (con cui gioca da titolare e perde la Supercoppa italiana 2002), ritirandosi dall'attività al termine della stagione 2002-2003, con uno score complessivo di 309 reti segnate in Serie A.

### Nazionale
In totale in carriera ha giocato 17 partite in Nazionale.
Nel 1999 ha partecipato ai Mondiali femminili, nei quali non è però mai scesa in campo.

## Palmarès

### Club
- Campionato italiano: 1

Agliana: 1994-1995
- Coppa Italia: 1

Agliana: 1996-1997